# Christos Mylordos

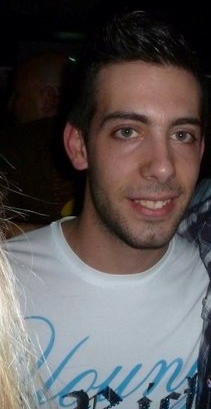
Christos Mylordos, 2012

Christos Mylordos (* 30. April 1991 in Nikosia, griechisch Χρίστος Μυλόρδος, auch Christos Mylordou) ist ein zyprischer Sänger.

## Leben und Wirken
Er wurde bekannt, nachdem er am 10. September 2010 die zyprische Castingshow Performance für sich entschieden hatte. Dabei erhielt er durch seine Interpretation des Titels „Supreme“, der im Original von Robbie Williams stammt, mit 11.000 Stimmen knapp doppelt so viele Stimmen wie sein nächster Konkurrent Louis Panagiotou mit fast 6000 Stimmen. Performance wurde vom März 2010 an abgehalten, um den Vertreter Zyperns beim Eurovision Song Contest 2011 zu finden, der nun Mylordos ist.
Sein Lied für die internationale Finalrunde, die am 10., 12. und 14. Mai in Düsseldorf ausgetragen wurde, sollte zunächst in einer späteren Sendung gewählt werden; die Einsendefrist für Lieder endete am 31. Dezember. Vom verantwortlichen Sender CyBC war dabei erwartet worden, für die spätere Liederauswahl vor allem traditionelle Klänge in griechischer Sprache auszuwählen. Da allerdings nur elf Lieder eingereicht wurden, entschied man sich für eine interne Nominierung, als deren Ergebnis das Lied San angelos s’agapisa (dt. „Ich liebte dich wie einen Engel“) ausgewählt wurde. Dieser Titel konnte sich allerdings mit Platz 18 von 19 nicht für das Finale qualifizieren.
Die Punkte kamen aus
- Italien – 8 Punkte für Zypern
- Ukraine – 6 Punkte für Zypern
- Deutschland – 2 Punkte für Zypern